# Кирицеску, Александру
Александру Кирицеску (рум. Alexandru Kirițescu; 28 марта 1888, Питешти, Валахия — 9 апреля 1961, Бухарест) — румынский театральный деятель, драматург, прозаик, театральный критик, переводчик, журналист.

## Биография
Родился в семье железнодорожного служащего.
Обучался на факультете права, литературы и истории Бухарестского университета. После окончания учёбы получил должность инспектора Национального театра в Бухаресте.
В 1923 году впервые выступил как театральный критик в журнале «Рампа». Вёл театральные отделы в журналах «Борьба» (1925—1927), «Газета» (1934—1938) и др.
После 1945 года был членом литературной редакции Национального театра в Бухаресте.

## Творчество
Дебютировал как драматург с пьесой «Побеждённые». Автор социальной сатиры (пьеса «Челюсти»), в которой пытался разоблачить загнивающий мир румынского капитализма.
Писал преимущественно сатирические комедии. Наиболее значительные пьесы этого жанра входят в «буржуазную трилогию»: «Марчел и Марчел, или Анишоара и соблазн» (1923), «Флорентина» (1925), «Сплетницы» (1932, первый вариант под назвпнием «Осиное гнездо», 1929).
Во время Второй мировой войны А. Кирицеску написал пьесу «Диктатор» (1943—1944), памфлет на фашистский режим Антонеску.
Боролся за создание национального репертуара, против безыдейных, бульварных пьес, стремился к развитию реалистических традиций румынского театра.
После освобождения Румынии от немецко-фашистской оккупации А. Кирицеску написал исторические трагедии: «Свадьба в Перудже» и «Микеланджело» (обе в 1947—1948), которые вместе с трагедией «Борджиа» (1937) составляют «трилогию Возрождения», историческую трагедию «Руксанда и Томотей» (изд. 1957). Он автор нескольких одноактных пьес.
В разных театрах Бухареста ставились его произведения «Саранча» (1936), «Интермеццо» (1943), «Диктатор» (1945).
Первый сборник авторских пьес появился в 1956 году, кульминацией которого стала премия Академии им. И. Л. Караджале.
А. Кирицеску занимался также переводами произведений Мольера, Гоголя, Л. Толстого и А. Толстого, А. Сухово-Кобылина, Д. Фурманова, Л. Леонова, С. Злобина